# Batalla de Gettysburg

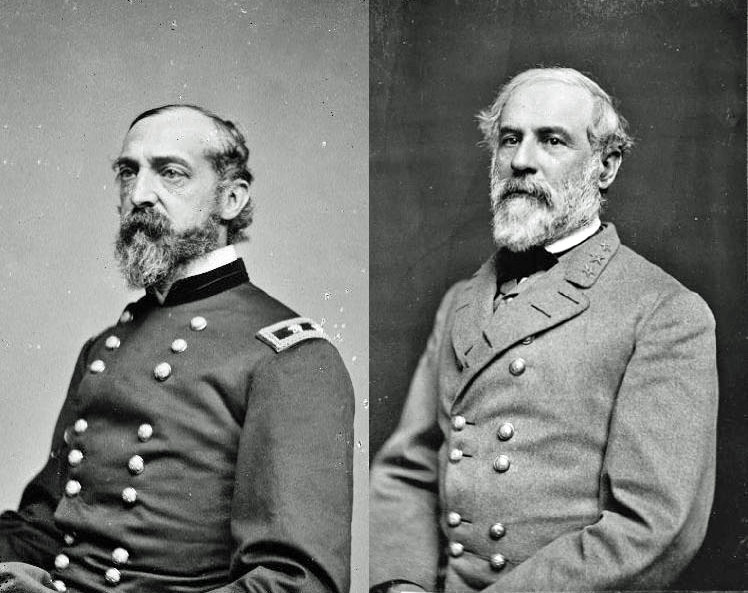
Meade y Lee, comandantes enfrentados.

La batalla de Gettysburg fue un combate terrestre de la guerra de Secesión (1861-1865), librado entre el 1 y 3 de julio de 1863 alrededor del pueblo de Gettysburg, Pensilvania. Fue la batalla con más bajas en Estados Unidos, y es considerada el punto de inflexión de la guerra civil, junto con el sitio de Vicksburg, además de que marcó el inicio de la ofensiva de la Unión. Fue una gran victoria para el ejército unionista y un hecho desastroso para la Confederación. 
El ejército de la Unión estaba comandado por el mayor general George Meade y los confederados por el estratega general Robert E. Lee. En junio de 1863, Robert E. Lee atacó al ejército federal del Potomac, invadiendo Pensilvania y perturbando las comunicaciones entre este lugar y el ejército del Tennessee al oeste, que se encontraba asediando la ciudad de Vicksburg. Abraham Lincoln mandó entonces a su mayor general Joseph Hooker a movilizarse con su ejército, pero fue relevado en la víspera de la batalla por el también mayor general George G. Meade.
Los primeros ataques unionistas se produjeron el día 30 de junio, aunque oficialmente la batalla comenzó al día siguiente. El 30 de junio por la tarde los dos bandos llegaron a encontrarse. Un joven teniente de caballería unionista fue quien inició el ataque al dar la orden de disparar a una columna de infantería sudista, a lo que estos últimos replicaron con una descarga de fusilería. 
Esta columna confederada iba de camino a recoger una remesa de botas en una fábrica de Gettysburg. Aunque los dos generales de cada bando no se encontraban aún en la zona, los jefes de las avanzadillas de la Unión decidieron atacar, ocurriendo así el primer contacto serio entre las dos fuerzas. Al enterarse los generales, enviaron tropas para rechazar al enemigo. Los dos ejércitos se encontraron el 1 de julio, cuando se dio el comienzo de la batalla oficialmente. Ese día se reunieron más de 150.000 soldados (83.289 por parte de los unionistas y 75.054 por la parte confederada), que, en cualquier caso, fue la cifra más alta alcanzada en suelo estadounidense.
Durante los dos primeros días hubo más bajas en el lado de la Unión; sin embargo, esto no debilitó del todo a sus tropas, ya que se podían permitir perder más hombres que los confederados, al ser menos en número estos últimos. El 3 de julio se produjo un gran duelo de artillería entre 230 cañones de un lado y otro. Los confederados lanzaron un enorme ataque con 14 000 soldados contra sus enemigos, estando al mando el mayor general George Pickett. Los unionistas quedaron sorprendidos ante el avance y se defendieron con sucesivos ataques de artillería. En las primeras descargas, destrozaron a las filas confederadas. Los confederados siguieron avanzando, a pesar del cañoneo y las descargas de fusil de los unionistas, lo que produjo numerosas bajas. Al final, tan solo 150 hombres lograron llegar a las líneas enemigas. Cerca de 7.000 hombres del Sur perdieron la vida en este último día de batalla, por lo que esta gran victoria unionista dejó desconsolado y exhausto a Lee, que vio su aureola de invencibilidad seriamente dañada.

## Antecedentes y desarrollo de la batalla
Poco después de que Lee saliera victorioso al derrotar al ejército del Potomac en la batalla de Chancellorsville, entre el 1 y 3 de mayo de 1863, decidió la segunda invasión del territorio nordista. Lee se aprovechó de que gran parte de los unionistas estaban asediando Vicksburg.
De esta manera, el 3 de junio el ejército de Lee comenzó a avanzar partiendo desde Fredericksburg, Virginia. Para ser más eficaz, reorganizó sus tropas en tres nuevas columnas. La primera columna fue asignada al teniente general James Longstreet; la segunda, formada por la mayor parte del antiguo cuerpo de ejército del fallecido teniente general Thomas J. "Stonewall" Jackson, al teniente general Richard S. Ewell; y la tercera, a A. P. Hill.
El ejército federal del Potomac, bajo el mando de Joseph Hooker, estaba formado por siete cuerpos de infantería, uno de caballería y otro de artillería, con un total de 90,000 hombres. Sin embargo, el presidente Abraham Lincoln destituyó de su cargo a Hooker por haber dado una tímida respuesta a la invasión de Lee después de la batalla de Chancellorsville, reemplazándolo por George G. Meade. 
La primera acción significativa tuvo lugar en la campaña del 9 de junio, entre las fuerzas contrapuestas de caballería, en Brandy Station, Virginia. La caballería confederada del mayor general J.E.B. Stuart fue casi destruida por la federal del brigadier general John Buford, pero Stuart prevaleció.
A mitad de junio, el ejército confederado de la Virginia Septentrional atravesó el río Potomac y entró en Maryland. Después de la derrota en las guarniciones de Winchester y Martinsburg, el segundo cuerpo sudista de Ewell comenzó a atravesar el río el día 15. Las tropas de Hill y Longstreet le siguieron el día 25, y el ejército de Hooker los siguió en los días posteriores.
Entretanto, como estrategia, Lee permitió a Stuart que utilizara una parte de la caballería para reconocer las tropas unionistas, pero fueron enviados por Lee a mucha distancia. Esto trajo como consecuencia una acusación a los dos generales, porque la caballería de Stuart y tres de sus mejores brigadas estuvieron ausentes el primer día de la batalla. Alrededor del 29 de junio, la tropa de Lee fue dispersada en un arco alrededor de Chambersburg (45 kilómetros al noroeste de Gettysburg), por Carliste (48 kilómetros al norte) y cerca de Harrison y Wrightsville, en el río Susquehanna.
En unas disputas por la forma de defender la guarnición de Harpers Ferry, el general unionista Hooker presenta su dimisión, siendo aceptada por Lincoln y el general Henry W. Halleck. Así, fue reemplazado por el general George Gordon Meade, comandante del V cuerpo, el 28 de junio.
El 29 de junio, cuando el ejército del Potomac cruzó el río del mismo nombre, Lee ordenó que sus fuerzas se concentraran alrededor de Cashtown, al oeste de Gettysburg. El 30 de junio, mientras las tropas del general Hill estaban en Cashtown, uno de los brigadieres generales de Hill, J. Johnston Pettigrew, se aventuró a marchar a Gettysburg. Cuando este brigadier general se acercó a la ciudad, le notificaron que el brigadier general federal John Buford, con una fuerza de caballería, llegaba por el sur de la ciudad. El brigadier general confederado retornó a Cashtown, considerando poco interesante un combate con aquellos, informando a Hill lo que le habían notificado. Hill creyó que se trataba de una fuerza de pocos efectivos. A pesar de que Lee había ordenado que se evitara cualquier contacto con el enemigo, Hill ordenó una ronda de reconocimiento para asegurarse del tamaño y la fuerza de los federales. Hacia las 5 de la mañana del 1 de julio, el general confederado Henry Heth avanzó junto con su división hacia Gettysburg.

## Primer día de batalla

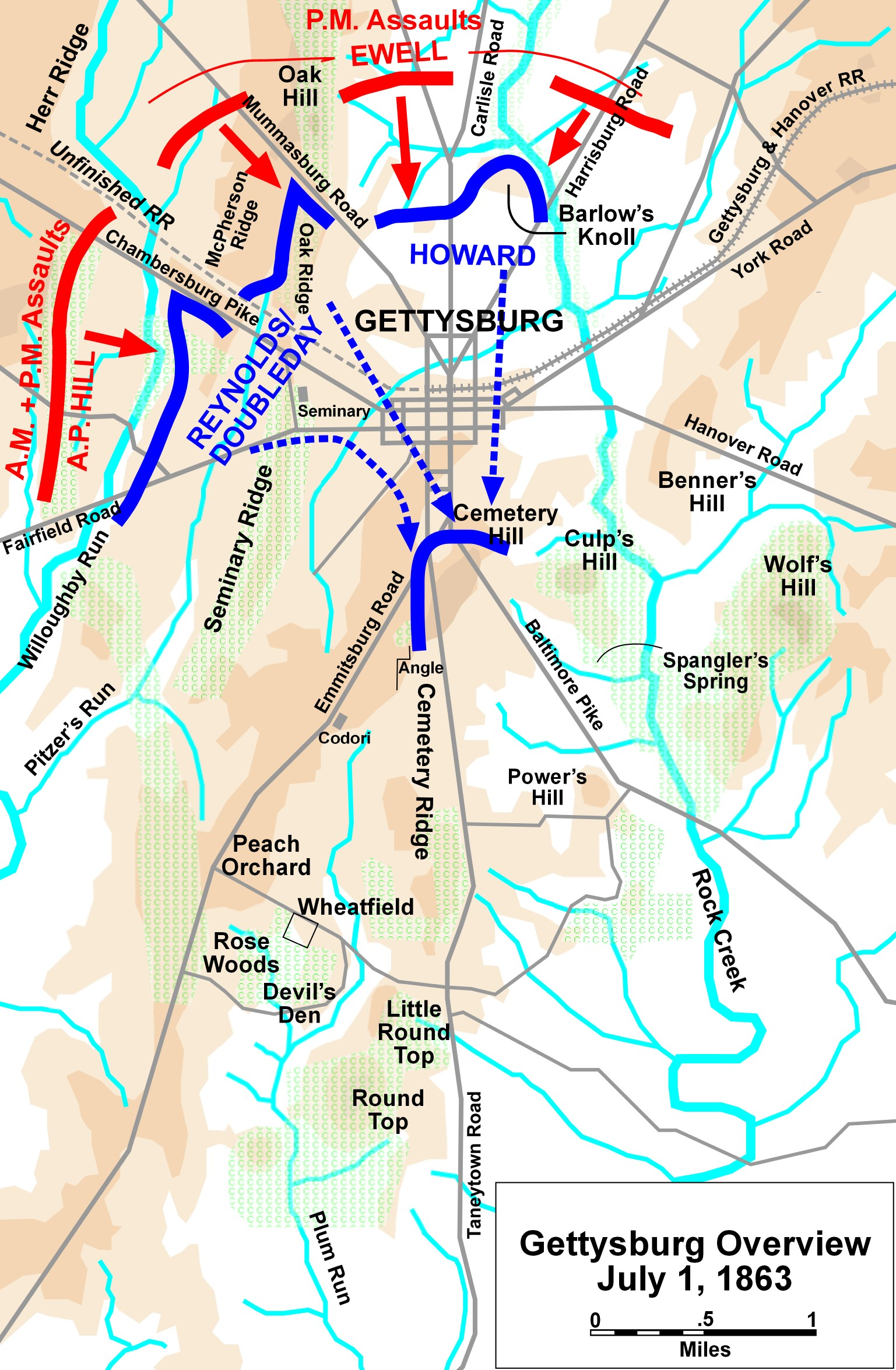
Mapa de batalla del 1 de julio

El brigadier general federal Buford se dio cuenta de que el terreno elevado se encontraba en el sur, donde estaban los confederados, y consideró que si conseguían tomar control de los altos, haría muy difícil la escalada de las tropas de Meade. Buford decidió entonces trasladarse a tres crestas en los altos del oeste de Gettysburg: Herr Ridge, McPherson Ridge y Seminary Ridge. Esta posición le permitiría ralentizar el avance confederado, superior en número, a la espera de la infantería, que podría defender las posiciones al sur de la ciudad en Cemetery Hill, Cemetery Ridge y Culp's Hill.
La división confederada de Heth avanzó con dos brigadas en vanguardia, dirigidas por los brigadieres generales James J. Archer y Joseph R. Davis. Hacia las 7:30 de la mañana del 1 de julio, las dos brigadas encontraron una ligera resistencia por parte de una patrulla de caballería. La caballería desmontada del coronel unionista William Gamble ofreció una gran resistencia con los rápidos y certeros disparos de sus carabinas modelo Sharps. Cerca de las 10:30, los confederados ya habían hecho retroceder a los unionistas hacia el este, a MacPherson Ridge, cuando llegó la vanguardia del I Cuerpo del mayor general John F. Reynolds.
Al comienzo de la lucha, mientras el mayor general Reynolds estaba dirigiendo sus tropas y la artillería hacia los bosques del este, cayó de su caballo debido al impacto de una bala cerca de su oreja izquierda, lo que le causó la muerte instantánea. El mayor general Abner Doubleday asumió la responsabilidad del mando del I Cuerpo. El combate en el área de Chambersburg Pike se prolongó hasta las 12:30, y se reanudó alrededor de las 14:30, cuando la sudista división de Heth se unió a Pettigrew y al coronel John M. Brockenbrough.
En el norte de Gettysburg, el confederado Davis se enfrentó con el brigadier general Lysander Cutler, resultando en graves pérdidas. En el sur, la brigada de Archer asaltó Herbst Woods. La Brigada de Hierro federal, del brigadier general Solomon Meredith, entró en contacto con Archer. En esa lucha, el mismo Meredith consiguió capturar a cientos de sudistas, entre ellos Archer. Sin embargo, poco después la división de Pettigrew consiguió rechazar a la brigada de Meredith hacia los bosques de Seminary Ridge. Además, el sudista Hill sumó sus fuerzas a la división de William Dorsey Pender; entonces, el I Cuerpo federal enfiló a través de los terrenos del Lutheran Seminary y las calles de Gettysburg.
En el oeste, dos divisiones del II Cuerpo del sudista Ewell marcharon hacia Cashtown por orden de Lee, para concentrarse alrededor del área de dicha población y luego girar hacia el sur para ir a Gettysburg, mientras el XI Cuerpo de la Unión, al mando del mayor general Oliver O. Howard, marchaba apresuradamente hacia el norte. A primera hora de la tarde, la línea unionista estaba posicionada por el oeste, norte y noreste. Sin embargo, los federales no tenían suficientes tropas. Cutler, que estaba desplegado en Chambersburg Pike, tenía su flanco derecho desperdigado.
Hacia las 14:00, las fuerzas confederadas de Robert E. Rodes y Jubal Early destrozaron a las federales de los I y XI Cuerpos en el norte y noroeste de Gettysburg. Sin embargo, los brigadas sudistas de Edward A. O'Neal y Alfred Iverson sufrieron grandes pérdidas en este asalto. La división del sudista Early se benefició de un error del brigadier general Francis C. Barlow, quien había avanzado su división del XI Cuerpo hacia Blocher's Knoll, lo que provocó una brecha en sus líneas. Susceptibles de ataques por todos los lados, y las líneas del XI cuerpo rebasando las tropas de Early por el flanco derecho, Barlow fue herido y capturado en el ataque.
Como las fuerzas federales colapsaron en el norte y oeste de la ciudad, el general Howard ordenó la retirada hacia el sur, hacia Cemetery Hill, donde tenía una división de reserva, la del prusiano Adolph von Steinwehr.
La batalla del día 1 de julio tuvo como bajas a 7.500 confederados y 5.000 federales, lo que representa el 23 % de las bajas totales en los tres días de batalla.

## Segundo día de batalla

### Movimientos de los ejércitos

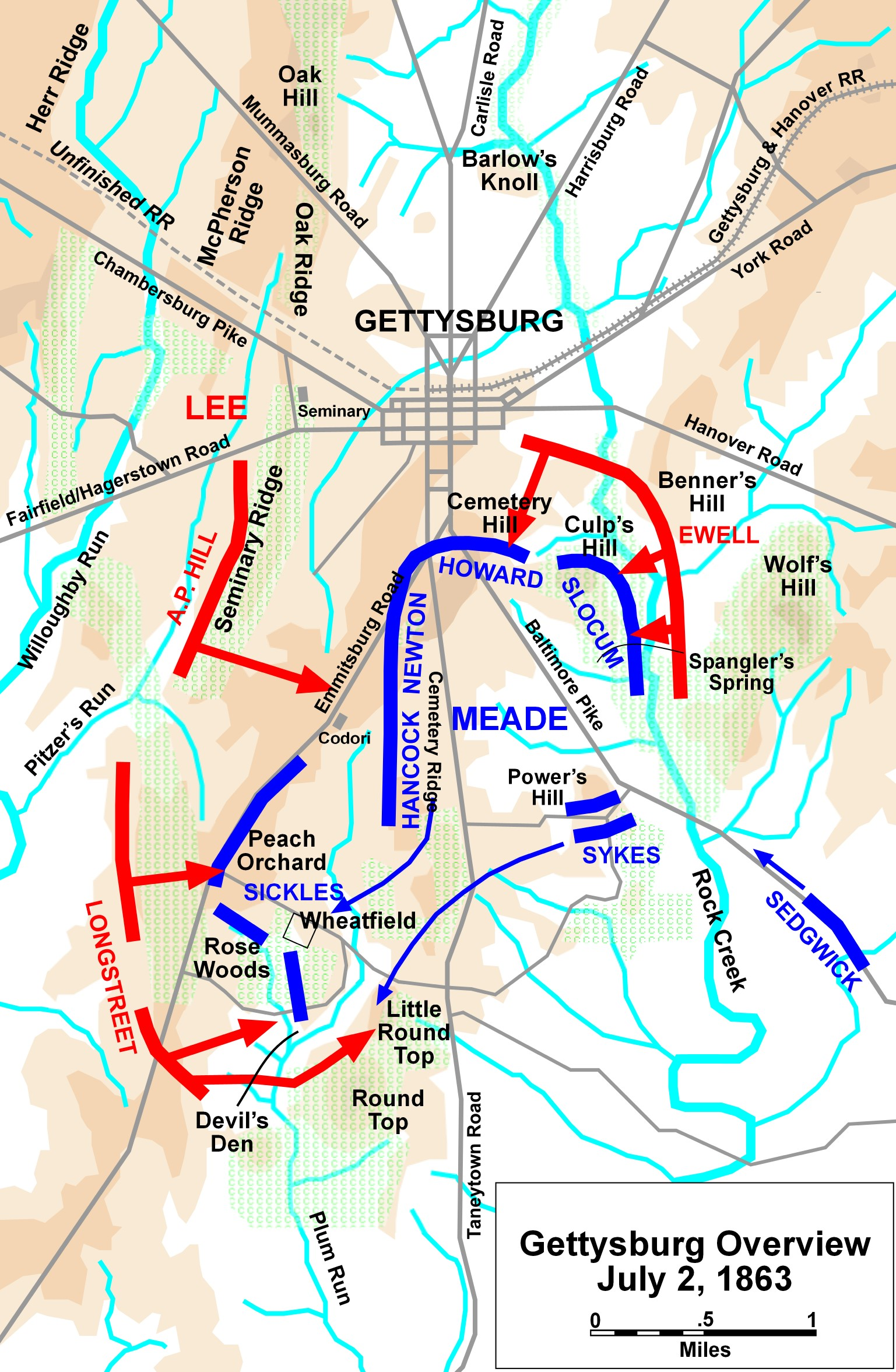
Mapa de batalla del 2 de julio

Entre el 1 y el 2 de julio, la mayor parte de la infantería se hizo presente en el campo de batalla, comprendiendo el II, III, V y el XII Cuerpo de la Unión. La III División del sudista Longstreet, comandada por Pickett, había comenzado la marcha desde Chamberburg muy temprano, pero llegó tarde el día 2.
La línea unionista estaba posicionada en Culp's Hill, en el sudeste de Gettysburg, al noroeste de Cemetery Hill y al sur de la ciudad. Gran parte del XII Cuerpo estaba en Cemetery Hill, el II Cuerpo defendía Cemetery Ridge y al III Cuerpo se le ordenó tomar posición en su flanco.
Las fuerzas confederadas se encontraban en paralelo con las unionistas, sobre 1.600 metros al oeste de Seminary Ridge, prosiguiendo por el este de la ciudad para después ir hacia el sudeste, en un punto frente a Culp's Hill. De esta manera, el ejército federal tenía la línea interior, mientras la confederada comprendía 8 km de longitud.
El plan que Lee ordenó a la I División de Longstreet consistió en un sigiloso posicionamiento por el flanco izquierdo de las fuerzas de la Unión, en dirección nordeste, atravesando Emmitsburg Road. La secuencia de ataque confederado comenzó con la División de John Bell Hood y de Lafayette McLaws, seguidas de la de Richard H. Anderson y del III Cuerpo de Hill. El ataque había sido previsto por Meade, el cual debió apostar sus tropas en el centro para reforzar el flanco izquierdo. Entre tanto, la División del II Cuerpo del sudista Edward "Allegheny" Johnson y de Jubal Early hicieron una demostración de fuerza en Culp's Hill y Cemetery Hills, previniendo el movimiento federal y esperando provocar un ataque masivo si se presentaba oportunidad.
Sin embargo, el plan de Lee estaba basado en un error de información y en la ausencia de Stuart en el campo de batalla. En vez de moverse hacia el flanco izquierdo federal para atacarlo, el ala izquierda de Longstreet, guiada por MacLaws, se enfrentó cara a cara al III Cuerpo del mayor general Daniel Sickles. Este, insatisfecho ante la posición asignada al sur de Cemetery Ridge y viendo un terreno elevado para posicionar su artillería a 800 metros al oeste, atravesó Emmitsburg Road, al sur de la granja Codori. La nueva línea partió entonces desde Devil's Den al noroeste de la granja de Sherfy Peach Orchard, para luego recorrer desde el noreste de Emmitsburg Road, al sur de la granja Codori. La División del unionista brigadier general Andrew A. Humphreys (a lo largo de Emmitsburg Road) y la del mayor general David B. Birney (en el sur) fueron sometidas a ataques por los dos lados, siendo dispersados fuera del largo frente que su pequeño ejército podía defender de forma efectiva.
El ataque de Longstreet tenía que realizarse lo antes posible. Sin embargo, Longstreet pidió permiso a Lee para esperar la llegada de una de sus brigadas y, mientras marchaba a su posición asignada, sus hombres fueron vistos por los de la Unión. El giro necesario para pasar sin ser vistos tomó mucho tiempo, y las divisiones de Hood y McLaws no lanzaron sus ataques sino hasta las 16:00 y las 17:00, respectivamente.

### Ataque al flanco izquierdo de la Unión
Como las divisiones de Longstreet detuvieron al III Cuerpo de la Unión, Meade tuvo que enviar refuerzos, incluyendo la totalidad del V Cuerpo, la División de Caldwell del II Cuerpo, varios del XI Cuerpo y una pequeña porción del VI Cuerpo. Una encarnizada lucha le permitió tomar Devil's Den, la colina Wheatfield, Little Round Top y la colina Peach Orchard. El III Cuerpo fue prácticamente destruido por la artillería. El mayor general Daniel Sickles sufrió la amputación de una pierna a causa de un cañonazo. La División de Caldwell fue aniquilada en Wheatfield. La División del confederado Anderson inició el ataque alrededor de las 18:00, localizándose en la cresta de Cemetery Ridge, pero no pudo sostener la posición debido a un gran contraataque por parte del II Cuerpo.
Entre tanto, el coronel Strong Vincent del V Cuerpo del ejército de la Unión estuvo resistiendo con una pequeña brigada en una importante colina, Little Round Top. Debió resistir los repetidos ataques de los confederados con su relativamente pequeño regimiento. El brigadier general Kemble Warren, consciente de la importancia de aquella posición, envió a la Brigada de Vincent, la batería de artillería de Hazlett y al Regimiento 140 de Nueva York a ocupar Little Round Top lo más rápido posible, antes de que las tropas de Hood llegaran. La defensa de Little Round Top con una carga de bayoneta del 20° Regimiento de infantería voluntaria del Maine, al mando del coronel Joshua Lawrence Chamberlain, fue uno de los sucesos más recordados de la Guerra de Secesión.

### Ataque al flanco derecho de la Unión
Cerca de las 19:00 horas, se produjo el ataque por parte de la división del confederado Johnson al II Cuerpo en Culp's Hill. Muchos de los defensores de la colina del XII Cuerpo habían sido enviados hacia la izquierda para defenderse de los ataques de Longstreet, y la única parte de los cuerpos que se quedaron en la colina fue la brigada de los neoyorquinos bajo el mando de George S. Greene. Gracias a la insistencia de Greene en la construcción de una buena defensa, y gracias también a los refuerzos del I y XI Cuerpos, los hombres de Greene aguantaron los ataques sudistas, aunque los confederados capturaron una parte de la construcción defensiva abandonada en la parte baja de Culp's Hill.
Apenas se hizo de noche, dos brigadas confederadas de Jubal Early atacaron al XI Cuerpo de la Unión en el este de Cemetery Hill, donde el coronel Andrew L. Harris, de la 2.ª Brigada de la 1.ª División, murió en el ataque, perdiendo la mitad de sus hombres. Sin embargo, Early fracasó al sostener su ataque contra los defensores unionistas. Las rezagadas tropas de Ewell, guiadas por el mayor general Robert E. Rodes, fracasaron en su ayuda al ataque de Early, desplazándose hacia Cemetery Hill desde el oeste. Las líneas internas del ejército de la Unión fueron trasladadas hacia las zonas críticas. Con el refuerzo del II Cuerpo, las tropas federales retuvieron la posición del este de Cemetery Hill, con lo que las brigadas de Early fueron forzadas a la retirada.
J.E.B. Stuart y tres de sus brigadas de caballería llegaron a Gettysburg bien entrada la tarde, pero no llegó a participar en el segundo día de batalla. La brigada de Wade Hampton tuvo una escaramuza con la caballería del joven brigadier general George Armstrong Custer, procedente de Míchigan, cerca de Hunterstown, en el nordeste de Gettysburg.

## Tercer día de batalla

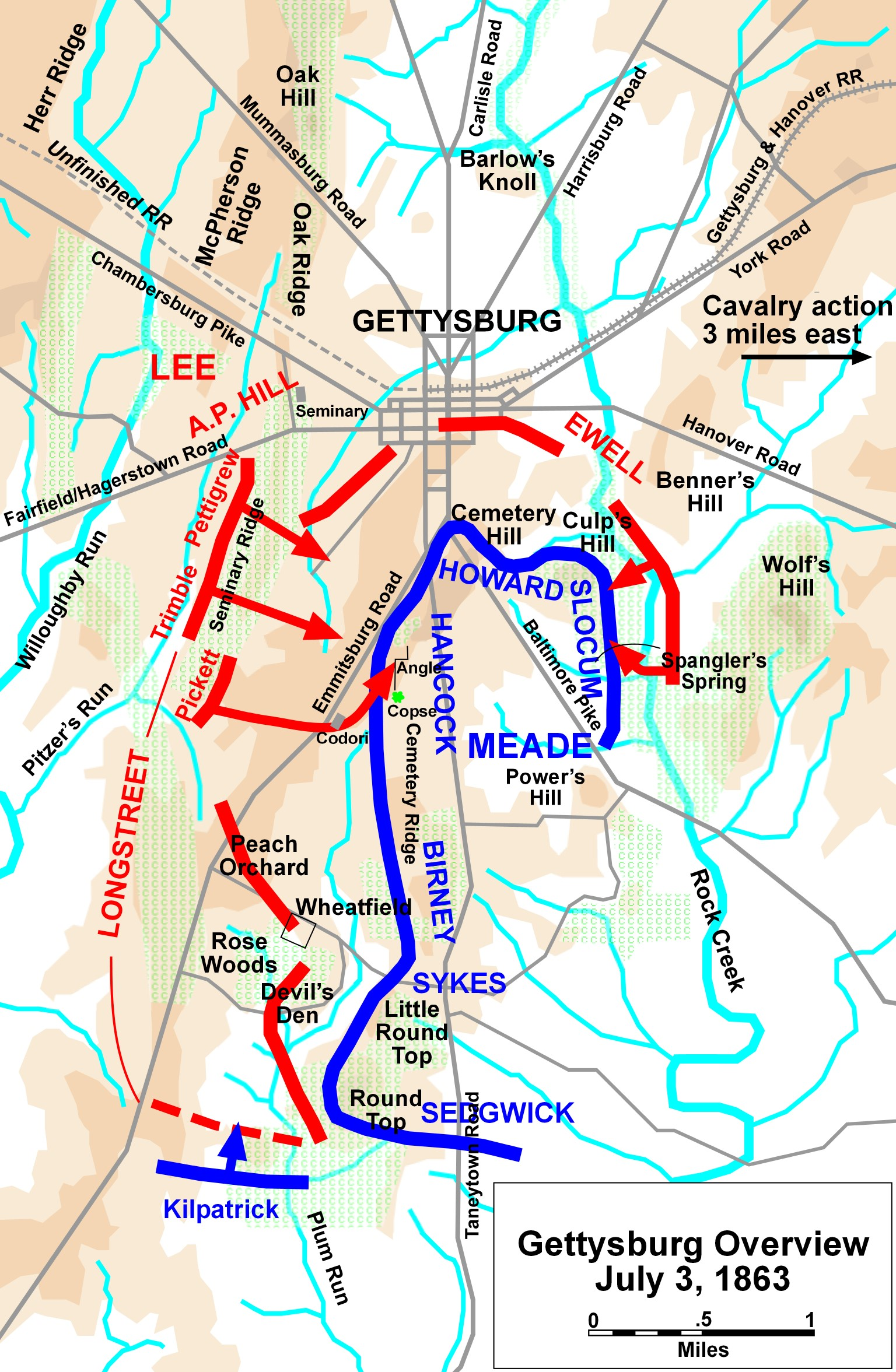
Mapa de batalla del 3 de julio

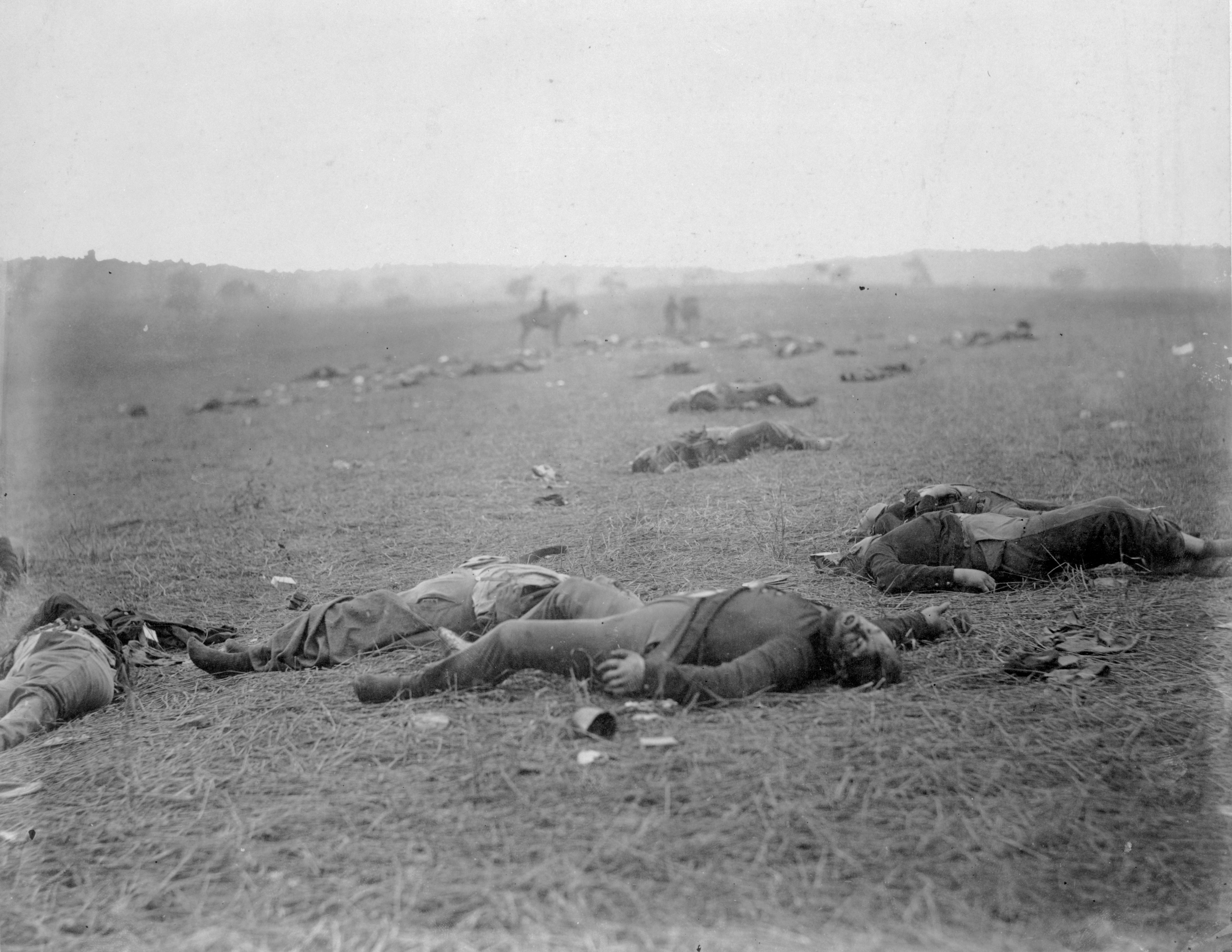
Soldados de la Unión muertos en el campo de batalla de Gettysburg, fotografiados el 5 de julio de 1863

Lee volvió a lanzar el ataque el viernes 3 de julio, utilizando el mismo plan que el día anterior: el general Longstreet atacaría con sus hombres el flanco izquierdo, mientras las tropas de Ewell atacaban Culp's Hill. Sin embargo, antes de que Longstreet estuviera preparado con sus fuerzas, la artillería federal comenzó el ataque bombardeando a los confederados ubicados en Culp's Hill. Los sudistas contraatacaron y el segundo combate en Culp's Hill terminó hacia las 11:00, después de casi siete horas de duro combate.
Lee fue obligado a cambiar sus planes. Ahora Longstreet comandaría la División de Virginia del I Cuerpo y seis brigadas, desde Culp's Hill, en un ataque a la derecha del centro de la línea federal en Cemetery Ridge. Previo al ataque, toda la artillería confederada del coronel Edward P. Alexander respondió a los bombardeos nordistas para debilitar la línea enemiga.

### La Carga de Pickett

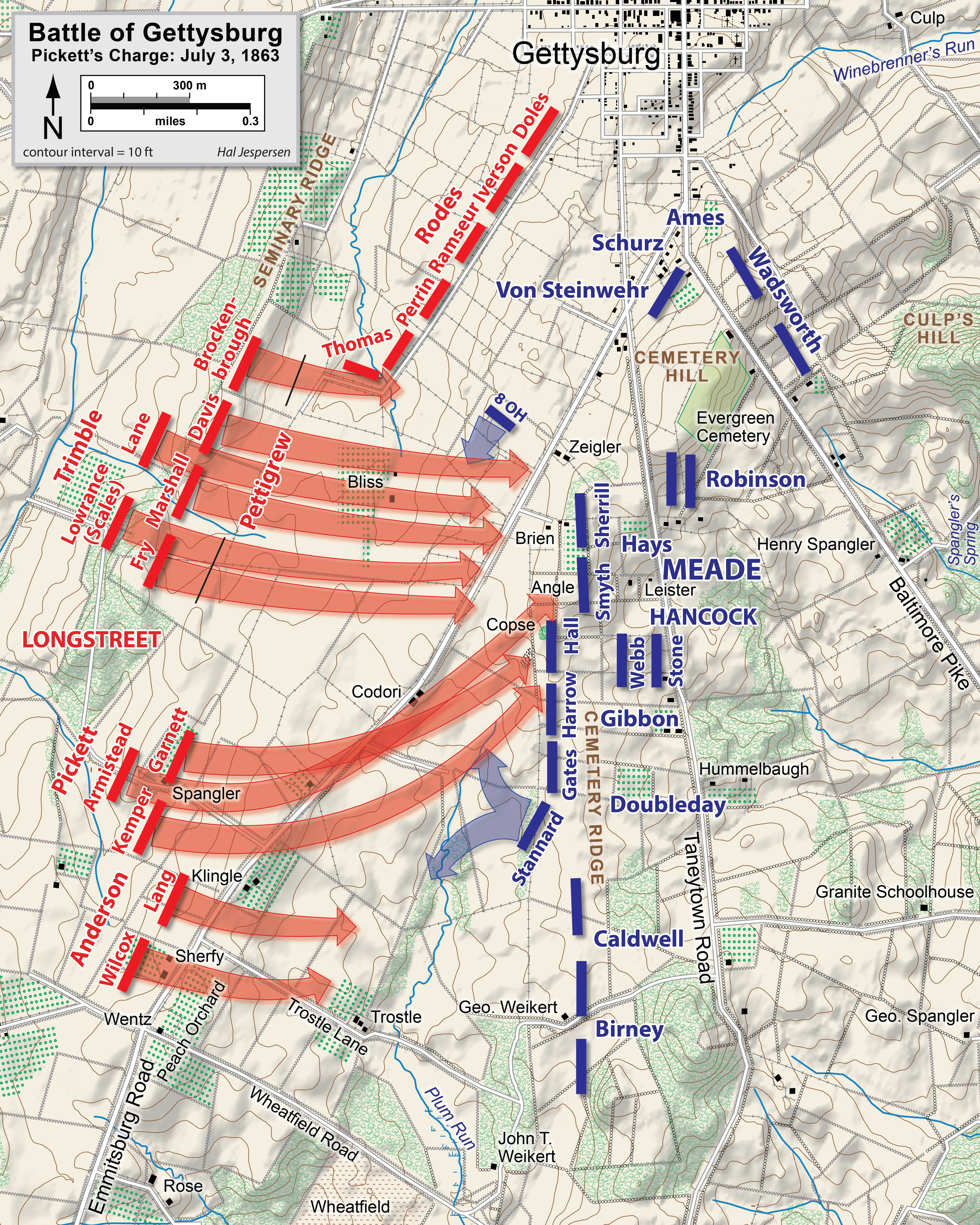
La Carga de Pickett

En torno a las 13:00 horas, 170 cañones confederados comenzaron un enorme bombardeo de artillería sobre las líneas nordistas, probablemente el más grande de toda la guerra. Para ahorrar las valiosas municiones que tenían, el Ejército del Potomac inicialmente no respondió al ataque. Después de 15 minutos, unos 80 cañones federales se sumaron al estruendo. La artillería del Ejército de Virginia del Norte, del coronel Alexander, estaba escasa de munición y, pese a su excepcional violencia, el cañoneo no afectó demasiado a las posiciones nordistas debido a la poca potencia de fuego de la artillería confederada. 
No obstante, hacia las 15:00 horas, el fuego artillero de los confederados se calmó y 12.500 soldados sudistas avanzaron rápidamente por 1.200 metros hacia las posiciones de la Unión en Cemetery Ridge, en lo que pasó a la historia como carga de Pickett. En este avance, participaron tres divisiones confederadas lideradas por los generales George Pickett, J. Johnston Pettigrew e Isaac R. Trimble, lanzando tropas de infantería en un asalto frontal contra el centro de las líneas de Cemetery Ridge, pese a la oposición del general sudista James Longstreet a un ataque de esas características.
El cuerpo de tropas de Pickett se lanzó hacia el extremo derecho de la carga mientras sus vanguardias disparaban a las trincheras nordistas, y al mismo tiempo los de Pettigrew y Trimbe se colocaban al centro y a la izquierda, respectivamente, siendo las tropas de Pickett las que más avanzaron hacia las líneas nordistas. No obstante, su esfuerzo resultó vano a causa de un intenso fuego de artillería lateral, proveniente de la posición nordista de Cemetery Hill y del norte de Little Round Top, y por los disparos de los carabineros y mosqueteros del II Cuerpo federal. Aunque la línea nordista flaqueó y estuvo quebrada temporalmente, los refuerzos taparon la brecha apresuradamente y el ataque confederado fue repelido en menos de una hora de combate. Esto a causa de que los soldados nordistas lograron mantenerse a salvo en sus posiciones basadas en muros de piedra y sacos de arena, mientras los atacantes sudistas, concentrados en campo abierto, representaban un blanco fácil desde mucho antes de que pudieran llegar a las filas de sus enemigos. 
Los soldados nordistas gritaron alborozados "Fredericksburg! Fredericksburg!", recordando cómo un año antes, en la Batalla de Fredericksburg, las vanguardias de la Unión habían sido destrozadas en un ataque frontal como el que lanzaban ahora las fuerzas sudistas en una escala mucho mayor. Pronto, el fuego concentrado de los nordistas destruyó el asalto confederado en una serie de ráfagas mortíferas que causaron terribles bajas entre los atacantes tras apenas una hora de lucha. Escasos fueron los confederados que siquiera alcanzaron las líneas nordistas. 
Como resultado de este fracasado asalto frontal, los confederados perdieron unos 6,800 hombres, más de la mitad de los que habían participado en la carga, mientras los unionistas sufrieron 1,500 bajas, sin haber sido desalojados de sus posiciones. Al final, los soldados confederados debieron retirarse penosamente bajo el inclemente fuego de un enemigo superior en número, perdiendo varios oficiales en el repliegue. La extrema dureza del ataque y la rápida respuesta nordista causó estragos en las filas confederadas, además de una gran conmoción entre los oficiales sudistas ante la terrible futilidad de la carga y el enorme costo en vidas de ésta. Cuando el general Lee requirió a Pickett que aprestara su división para posiciones defensivas, este se limitó a replicar "General Lee, yo no tengo una división".

## Últimos combates
Hubo dos importantes encuentros de caballería en la jornada del 3 de julio. Stuart fue enviado a comandar el flanco izquierdo de los sudistas, preparado para contrarrestar cualquier ataque federal de infantería desde Cemetery Hill, circundando el flanco derecho unionista y atacando los trenes y vías de comunicación de los federales. A 5 km al este de Gettysburg, las fuerzas de Stuart chocaron contra la caballería federal, específicamente con la división del mayor general David McMurtrie Gregg y la brigada de George Armstrong Custer. Fue una larga batalla entre las fuerzas de caballería de los dos bandos, incluyendo un cuerpo a cuerpo con sables. 
La carga de caballería de Custer, y del 1° de Caballería de Míchigan, desbarató el ataque del brigadier general confederado Wade Hampton. Esto fue gracias a que bloqueó la intención de Stuart de atacar la parte trasera federal. Después de la carga de Pickett, Meade ordenó al brigadier general Judson Kilpatrick lanzar un ataque de caballería contra la posición de infantería de Longstreet en el sudoeste de Big Round Top. El brigadier general Elon J. Farnsworth protestó contra la inutilidad de esta acción, pero obedeció las órdenes. Farnsworth murió en el ataque y su tropa sufrió graves pérdidas.
En este último día de batalla se produjo la derrota de los confederados, ya que sufrieron grandes pérdidas. Los 7.000 hombres perdidos en la inútil Carga de Pickett y las sucesivas cargas de caballería de los federales dejaron exhaustos y desconsolados a los confederados. Lee, con su ejército debilitado y moralmente abatido, se retiró con sus tropas sin ser molestado por las también exhaustas fuerzas federales.